# NGC 5675
NGC 5675 est une vaste galaxie spirale barrée située dans la constellation du Bouvier. Sa vitesse par rapport au fond diffus cosmologique est de 4 135 ± 12 km/s, ce qui correspond à une distance de Hubble de 61,0 ± 4,3 Mpc (∼199 millions d'al). NGC 5675 a été découverte par l'astronome germano-britannique William Herschel en 1785.
NGC 5675 est une galaxie LINER, c'est-à-dire une galaxie dont le noyau présente un spectre d'émission caractérisé par de larges raies d'atomes faiblement ionisés. C'est aussi une galaxie active de type Seyfert 3.

## Groupe de NGC 5675
Selon A. M. Garcia, NGC 5675 fait partie d'un trio de galaxies qui porte son nom. Les deux autres galaxie du groupe de NGC 5675 sont NGC 5684 et NGC 5695.
Abraham Mahtessian mentionne aussi ce trio avec les mêmes galaxies.